# 1180
Il 1180 (MCLXXX in numeri romani) è un anno bisestile del XII secolo.

## Eventi
- In Iraq inizia il califfato di al-Nāsir
- 28 maggio - Isabella di Hainaut, moglie di Filippo II Augusto, viene incoronata regina consorte di Francia

## Nati
- 17 febbraio - Costanza d'Ungheria, nobile ungherese († 1240)
- 6 agosto - Go-Toba, imperatore giapponese († 1239)
- 11 settembre - Minamoto no Yoriie, militare giapponese († 1204)
- 25 ottobre - Gilberto di Clare, V conte di Gloucester, conte inglese († 1230)
- Alberto III di Tirolo, nobile († 1253)
- Alfonso II di Provenza, nobile († 1209)
- Bertoldo di Andechs-Merania, patriarca cattolico tedesco († 1251)
- Albert von Behaim, politico e religioso tedesco († 1260)
- Berenguela di Castiglia, regina († 1246)
- Ugo de' Borgognoni, medico italiano († 1258)
- Burcardo d'Avesnes, nobile fiammingo († 1244)
- Peire Cardenal, trovatore francese († 1278)
- Erik X di Svezia, re († 1216)
- Jean Halgrin d'Abbeville, arcivescovo cattolico e cardinale francese († 1237)
- Hawise di Chester, nobile britannica († 1241)
- Árni óreiða Magnússon, poeta islandese († 1250)
- Matteo Rosso Orsini, nobile italiano († 1246)
- Reginaldo d'Orléans, religioso francese († 1220)
- Taddeo I da Montefeltro, condottiero italiano († 1251)
- Guglielmo d'Alvernia, teologo francese († 1249)
- Robert de Luzarches, architetto francese († 1222)

## Morti
- 23 gennaio - Eberardo I di Berg, nobile tedesco
- 29 gennaio - Sobeslao II di Boemia, sovrano boemo
- 6 febbraio - Teresa Fernández de Traba, regina
- 7 marzo - Bertoldo I di Tirolo, nobile
- 27 marzo - Al-Mustadi', califfo (n. 1142)
- 25 aprile - Gerasimo di San Lorenzo, religioso italiano (n. 1100)
- 20 giugno - Minamoto no Yorimasa, militare e poeta giapponese (n. 1104)
- 27 giugno - Turan Shah, principe
- 8 luglio - Alberto da Genova, religioso italiano
- 18 luglio - Enrico Raspe III, nobile tedesco (n. 1155)
- 11 agosto - Guglielmo di Sens, architetto francese
- 18 settembre - Luigi VII di Francia, re (n. 1120)
- 24 settembre - Manuele I Comneno, imperatore bizantino (n. 1118)
- 6 ottobre - Amalrico di Nesle, patriarca cattolico francese
- 25 ottobre - Giovanni di Salisbury, filosofo, scrittore e vescovo inglese
- 14 novembre - Lorenzo O'Toole, arcivescovo cattolico e santo irlandese (n. 1128)
- Casimiro I di Pomerania, nobile
- Eleuterio di Alessandria, arcivescovo ortodosso egiziano
- Guerau III di Cabrera, trovatore spagnolo
- Principe Mochihito, principe giapponese
- Rainerio di Cagli, vescovo cattolico, religioso e santo italiano
- Sayf al-Din Ghazi II, emiro siriano
- Al-Samaw'al al-Maghribi, matematico, astronomo e medico (n. 1130)
- Alchero di Chiaravalle, monaco cristiano franco
- Abraham ibn Dawud, storico, astronomo e filosofo spagnolo (n. 1110)

## Calendario
| Calendario 1180 | Calendario 1180 | Calendario 1180 | Calendario 1180 | Calendario 1180 | Calendario 1180 | Calendario 1180 | Calendario 1180 | Calendario 1180 | Calendario 1180 | Calendario 1180 | Calendario 1180 | Calendario 1180 | Calendario 1180 | Calendario 1180 | Calendario 1180 | Calendario 1180 | Calendario 1180 | Calendario 1180 | Calendario 1180 | Calendario 1180 | Calendario 1180 | Calendario 1180 | Calendario 1180 | Calendario 1180 | Calendario 1180 | Calendario 1180 | Calendario 1180 | Calendario 1180 | Calendario 1180 | Calendario 1180 | Calendario 1180 | Calendario 1180 |
| --------------- | --------------- | --------------- | --------------- | --------------- | --------------- | --------------- | --------------- | --------------- | --------------- | --------------- | --------------- | --------------- | --------------- | --------------- | --------------- | --------------- | --------------- | --------------- | --------------- | --------------- | --------------- | --------------- | --------------- | --------------- | --------------- | --------------- | --------------- | --------------- | --------------- | --------------- | --------------- | --------------- |
|                 | 1               | 2               | 3               | 4               | 5               | 6               | 7               | 8               | 9               | 10              | 11              | 12              | 13              | 14              | 15              | 16              | 17              | 18              | 19              | 20              | 21              | 22              | 23              | 24              | 25              | 26              | 27              | 28              | 29              | 30              | 31              |                 |
| Gennaio         | Ma              | Me              | Gi              | Ve              | Sa              | Do              | Lu              | Ma              | Me              | Gi              | Ve              | Sa              | Do              | Lu              | Ma              | Me              | Gi              | Ve              | Sa              | Do              | Lu              | Ma              | Me              | Gi              | Ve              | Sa              | Do              | Lu              | Ma              | Me              | Gi              |                 |
| Febbraio        | Ve              | Sa              | Do              | Lu              | Ma              | Me              | Gi              | Ve              | Sa              | Do              | Lu              | Ma              | Me              | Gi              | Ve              | Sa              | Do              | Lu              | Ma              | Me              | Gi              | Ve              | Sa              | Do              | Lu              | Ma              | Me              | Gi              | Ve              |                 |                 |                 |
| Marzo           | Sa              | Do              | Lu              | Ma              | Me              | Gi              | Ve              | Sa              | Do              | Lu              | Ma              | Me              | Gi              | Ve              | Sa              | Do              | Lu              | Ma              | Me              | Gi              | Ve              | Sa              | Do              | Lu              | Ma              | Me              | Gi              | Ve              | Sa              | Do              | Lu              |                 |
| Aprile          | Ma              | Me              | Gi              | Ve              | Sa              | Do              | Lu              | Ma              | Me              | Gi              | Ve              | Sa              | Do              | Lu              | Ma              | Me              | Gi              | Ve              | Sa              | Do              | Lu              | Ma              | Me              | Gi              | Ve              | Sa              | Do              | Lu              | Ma              | Me              |                 |                 |
| Maggio          | Gi              | Ve              | Sa              | Do              | Lu              | Ma              | Me              | Gi              | Ve              | Sa              | Do              | Lu              | Ma              | Me              | Gi              | Ve              | Sa              | Do              | Lu              | Ma              | Me              | Gi              | Ve              | Sa              | Do              | Lu              | Ma              | Me              | Gi              | Ve              | Sa              |                 |
| Giugno          | Do              | Lu              | Ma              | Me              | Gi              | Ve              | Sa              | Do              | Lu              | Ma              | Me              | Gi              | Ve              | Sa              | Do              | Lu              | Ma              | Me              | Gi              | Ve              | Sa              | Do              | Lu              | Ma              | Me              | Gi              | Ve              | Sa              | Do              | Lu              |                 |                 |
| Luglio          | Ma              | Me              | Gi              | Ve              | Sa              | Do              | Lu              | Ma              | Me              | Gi              | Ve              | Sa              | Do              | Lu              | Ma              | Me              | Gi              | Ve              | Sa              | Do              | Lu              | Ma              | Me              | Gi              | Ve              | Sa              | Do              | Lu              | Ma              | Me              | Gi              |                 |
| Agosto          | Ve              | Sa              | Do              | Lu              | Ma              | Me              | Gi              | Ve              | Sa              | Do              | Lu              | Ma              | Me              | Gi              | Ve              | Sa              | Do              | Lu              | Ma              | Me              | Gi              | Ve              | Sa              | Do              | Lu              | Ma              | Me              | Gi              | Ve              | Sa              | Do              |                 |
| Settembre       | Lu              | Ma              | Me              | Gi              | Ve              | Sa              | Do              | Lu              | Ma              | Me              | Gi              | Ve              | Sa              | Do              | Lu              | Ma              | Me              | Gi              | Ve              | Sa              | Do              | Lu              | Ma              | Me              | Gi              | Ve              | Sa              | Do              | Lu              | Ma              |                 |                 |
| Ottobre         | Me              | Gi              | Ve              | Sa              | Do              | Lu              | Ma              | Me              | Gi              | Ve              | Sa              | Do              | Lu              | Ma              | Me              | Gi              | Ve              | Sa              | Do              | Lu              | Ma              | Me              | Gi              | Ve              | Sa              | Do              | Lu              | Ma              | Me              | Gi              | Ve              |                 |
| Novembre        | Sa              | Do              | Lu              | Ma              | Me              | Gi              | Ve              | Sa              | Do              | Lu              | Ma              | Me              | Gi              | Ve              | Sa              | Do              | Lu              | Ma              | Me              | Gi              | Ve              | Sa              | Do              | Lu              | Ma              | Me              | Gi              | Ve              | Sa              | Do              |                 |                 |
| Dicembre        | Lu              | Ma              | Me              | Gi              | Ve              | Sa              | Do              | Lu              | Ma              | Me              | Gi              | Ve              | Sa              | Do              | Lu              | Ma              | Me              | Gi              | Ve              | Sa              | Do              | Lu              | Ma              | Me              | Gi              | Ve              | Sa              | Do              | Lu              | Ma              | Me              |                 |